# MuMa
El MuMa, museu de Mayotte, és el museu del patrimoni històric, cultural i ambiental de Mayotte, departament francès d'ultramar, situat a l'oceà Índic. Està situada a la roca Dzaoudzi, a l'antiga caserna construïda al segle xix. Inaugurat el 2015, va rebre el segell de Musée de France el 20 de desembre de 2018.

## Història
El projecte museístic, iniciat pel Consell Departamental de Mayotte, es va implementar el 2012. En una illa on la transmissió és sobretot oral, es tracta en primer lloc de constituir col·leccions, amb l’ajut del Departament d’Afers Culturals de Mayotte, i d’establir un projecte científic i cultural per al qual dos conservadors principals estan associats, Colette Foissey i Michel Colardelle que portaven el MUCEM. El director de MUMA és Abdul-Karim Ben Said.
La ubicació definitiva del MuMa està prevista a llarg termini a la residència del Governador, un edifici classificat com a monument històric per al qual s'han dut a terme importants treballs de restauració i desenvolupament. Actualment el museu està instal·lat a la caserna de Petite Terre, un edifici catalogat com a Monument Històric.

## Exposicions
El MuMa acull exposicions de prefiguració des del 2015 i també ofereix dissabtes de temàtica mensual. Les Jornades del Patrimoni, les Nits de Museus, les Jornades Nacionals d’Arqueologia són oportunitats per mostrar la riquesa del patrimoni material i immaterial del plurilingüisme Mahora plur, el debaa de les dones, la música viva, l’art de la joieria tradicional, douka (botigues de queviures del poble), la sal de Bandrélé, investigació arqueològica, canons i la roca Dzaoudzi. El patrimoni natural també es representaː plantes i boscos de Mayotte, animals marins, llacuna.

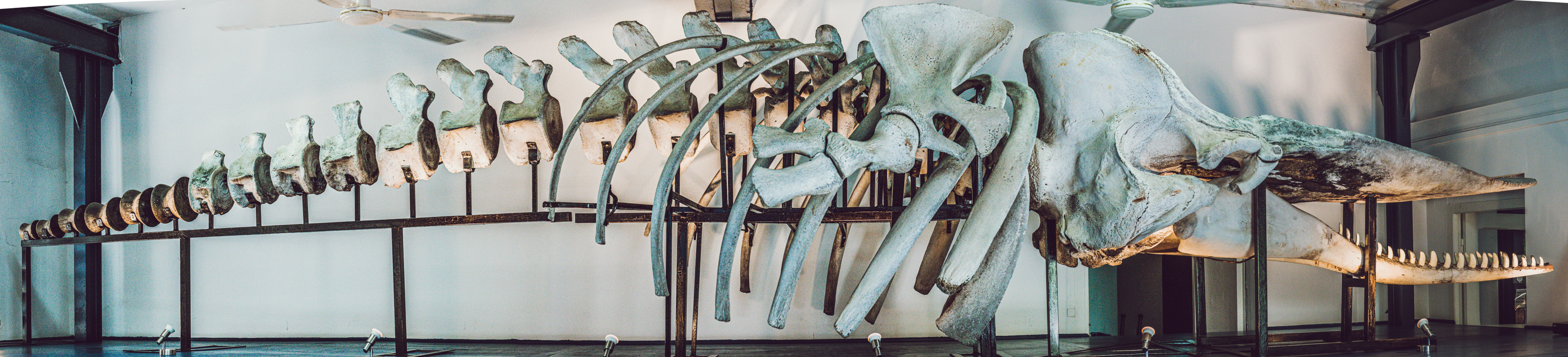
Cadàver de catxalot exposat a MuMa

La videoartista Christine Coulange està associada amb la residència d'artistes per desenvolupar noves formes de mediació. Es fomenta la recepció del públic escolar.